# Komödienhaus (Berlin)
La Komödienhaus était une salle de spectacles de Berlin, dans le quartier de Mitte. Elle ouvre le 6 mars 1908 sous le nom de Neues Operetten-Theater. Le bombardement de Berlin pendant la Seconde Guerre mondiale, notamment en novembre 1943 détruisent le lieu, la magistrature de Berlin fait nettoyer les ruines après la fin de la Seconde Guerre mondiale.

## Histoire
L'entreprise culturelle est une GmbH au Schiffbauerdamm 25 et ouvre dans un nouveau bâtiment. Il était facile de le confondre en raison de la similitude de nom (Neues Theater unter Alfred Schmidtgen) à proximité (Schiffbauerdamm 4-6). (Ce dernier devient le Theater am Schiffbauerdamm).
Le bâtiment, face à la Spree, s'élève sur quatre étages et possède un grenier aménagé. Au milieu de la façade s'étend un large balcon orné de colonnes, s'étendant sur les deuxième et troisième étages. Au-dessus il y a l'inscription avec le nom du théâtre au quatrième étage. Toujours au milieu du bâtiment, mais sur le toit, l'architecte érige une lanterne ouverte avec un petit dôme rond.
Le premier directeur est Victor Palfi. Palfi, qui est également acteur, vient du Lustspielhaus sur la Friedrichstraße en 1907.
Le chanteur basse Max Marx est présent au Neues Operetten-Theater à partir de 1908. En 1910, a lieu la première berlinoise de l'opérette Le Comte de Luxembourg d'Alfred Maria Willner et Robert Bodanzky sur une musique de Franz Lehár.
Le théâtre d'opérette change bientôt son répertoire selon le goût de l'époque à la représentation de comédies et s'appela désormais Komödienhaus ou Komödienhaus Berlin. En 1912, le dramaturge Rudolf Lothar devient le directeur du théâtre possédé par Carl Meinhard.
Au cours de la saison 1912-1913, l'acteur Heinz Sarnow notamment se produit à la Komödienhaus Berlin. En 1935-1936, Friedrich Siems est le directeur principal du Komödienhaus et Detlef Sierck est le directeur de ce théâtre de 1936 à 1938. Lotte Stein apparaît également à la Komödienhaus en 1932-1933, Karel Stepanek a également des engagements ici entre 1927 et 1939 comme Hans von Zedlitz au cours des saisons 1933-1934 et 1935-1936.
En 1929, la première de la comédie Scribbys Suppen sind die besten qu'adapteront au cinéma Curt Bois et Paul Hörbiger. Le 17 janvier 1932, la pièce La Mère de Bertolt Brecht y est créée.

## Source de la traduction
- (de) Cet article est partiellement ou en totalité issu de l’article de Wikipédia en allemand intitulé « Komödienhaus (Berlin) » (voir la liste des auteurs).